# Manga Time Kirara Miracle!
Manga Time Kirara Miracle! (まんがタイムきららミラク?, Manga Taimu Kirara Miraku) è stata una rivista giapponese di manga per un pubblico seinen pubblicata da marzo 2011 a ottobre 2017 dalla casa editrice Hōbunsha, si specializzava principalmente in formato yonkoma. La prima uscita fu quella del 16 marzo 2011 come speciale di Manga Time Kirara, continuando successivamente ad uscire ogni due mesi (precisamente il 16 dei mesi dispari). Dopo il numero di marzo 2012, la rivista divenne indipendente e cominciò ad uscire mensilmente.
Come Manga Time Kirara Forward, anche Manga Time Kirara Miracle! era una rivista sorella nata da Manga Time Kirara.

## Manga serializzati
- 202 Goushitsu no xxx-chan
- Annetta no Sanpomichi
- Asumigaoka SPS!
- Fuku 33 Sanshoku Punch
- Getsuyoubi no Soratobu Orange
- Good Night! Angel
- Hakoniwa Hinatabokko
- Harusora Koushinkyoku
- Joukamachi no Dandelion
- Junsui Yokkyuukei Libi-Dol
- Kishi to Ohime-sama
- Kōfuku Graffiti
- Kujira Juvenile
- Lily (SAZANAMI Chima)
- Lisa Step!
- Loveless Treasoner
- Melan Collie
- Misoni no Mikoto
- Okimari Love
- Puramobu
- Remains JC
- Sakura Trick
- Seed FUTAMI Hiro)
- Seishun Kajou Sisters
- Shirokuma to Fumeikyoku
- Sweet Magic Syndrome
- Tei Oh-!
- Tobu Koto o Yurusareta Meiro
- Tonari no Mahou Shoujo
- Tune!
- Urara Meiro-chō
- Watashi to Ane wa Seihantai
- Yorimichi Family
- Yorumori no Kuni no Sora ni
- Yuzuri wa Corporation